# Rouses Point
Rouses Point és una població dels Estats Units a l'estat de Nova York. Segons el cens del 2000 tenia 2.277 habitants.

## Demografia
Segons el cens del 2000, Rouses Point tenia 2.277 habitants, 978 habitatges, i 604 famílies. La densitat de població era de 493,9 habitants per km².
Dels 978 habitatges en un 28,9% hi vivien nens de menys de 18 anys, en un 46,2% hi vivien parelles casades, en un 12,9% dones solteres, i en un 38,2% no eren unitats familiars. En el 33,5% dels habitatges hi vivien persones soles el 12,8% de les quals corresponia a persones de 65 anys o més que vivien soles. El nombre mitjà de persones vivint en cada habitatge era de 2,26 i el nombre mitjà de persones que vivien en cada família era de 2,88.
Per edats la població es repartia de la següent manera: un 23,8% tenia menys de 18 anys, un 6,9% entre 18 i 24, un 27,6% entre 25 i 44, un 25,8% de 45 a 60 i un 15,8% 65 anys o més.
L'edat mediana era de 39 anys. Per cada 100 dones de 18 o més anys hi havia 84,1 homes.
La renda mediana per habitatge era de 39.167 $ i la renda mediana per família de 49.931 $. Els homes tenien una renda mediana de 36.250 $ mentre que les dones 30.064 $. La renda per capita de la població era de 20.539 $. Entorn del 6,8% de les famílies i el 9,9% de la població estaven per davall del llindar de pobresa.